# Byeongso Ahn
Byeongso Ahn (kor. 안병소; * 1. Dezember 1911; † 6. März 1979) war ein südkoreanischer Violinist, Dirigent, Komponist und Pädagoge. Er war einer der wichtigsten Persönlichkeiten der westlichen klassischen Musik seines Landes. So gab er das erste Violinkonzert und legte wohl auch die erste Violinaufnahme mit westlicher Musik in Korea vor.

## Leben
Ahn entstammte einer künstlerischen Familie; sein Großvater Joongshic „Shimjeon“ Ahn war Hofkünstler. Der Vater Myungho Ahn gehörte zu den ersten koreanischen Studenten im Vereinigten Königreich und war dann in seiner Heimat als Sprachlehrer tätig. Ahn wurde höchstwahrscheinlich 1911 geboren. Sein Vater schenkte ihm eine Violine, deren Spiel er autodidaktisch erlernen versuchte. Später war der tschechische Violinist und Dirigent Josef Huss sein Lehrer in Seoul.
Wohl 1929 ging er nach Japan, wo er bei dem russischen Violinisten Eugene Krein lernte. Anfang der 1930er Jahre erhielt er musiktheoretischen Unterricht bei dem deutschen Komponisten, Pianisten und Dirigenten Josef Linke. Sein wichtigster Lehrer aber wurde der russische Violinist Alexander Mogilevsky.
1934 ging der talentierte Musiker nach Deutschland, wo er zunächst ein Privatstudium bei Willy Heß aufnahm. Später schrieb er sich an der Staatliche Akademische Hochschule für Musik ein. Dort wurde Max Strub zu einem wichtigen Lehrer. Weiterhin erhielt er an der Musikhochschule Unterricht bei u. a. Gustav Malke, Fritz Stein, Eta Harich-Schneider und Paul Hindemith. Während der Olympischen Sommerspiele 1936 spielte er als Externer bei den Berliner Philharmonikern unter Richard Strauss. In Berlin eignete er sich auch Fähigkeiten im Musikinstrumentenbau an.
1938 kehrte er zurück in das japanisch besetzte Korea. Vermutlich ab 1939 war er als Musiker in der Mandschurei tätig. Dort nutzte er auch den Namen „Heitho Ahn“. In den 1940er Jahren war er als Pädagoge an der Musikakademie von Yun-ak-won tätig. Nach der Unabhängigkeit Koreas begann seine Dirigieraktivitäten, so leitete er das Korea Symphony Orchestra bei der Gründungszeremonie der Gukhoe. 1950 wurde er Musikdirektor des Daehan Philharmonic Orchestra. Nach Ausbruch des Koreakrieges bekleidete er u. a. militärmusikalische Posten.
In den 1950er Jahren begann seine intensive Schaffensphase als Komponist, wobei sein ältestes überliefertes Werk von 1939 stammt. Außerdem nahm er nach dem Krieg seine Dirigentenkarriere wieder auf u. a. war er Gastdirigent beim KBS Symphony Orchestra. Weiterhin als Musikpädagoge tätig, gehörten zu seinen Schülern u. a. Pongnyŏl Chŏng, Haeyeop Yang, Un-chang Baek, Chang-hwan Kim, Young-gi Ahn, Su-chul Lee, Kyung Wha Chung und Dongsuk Kang.
Er war mit der Pianistin Aenae Lee (geb. 1908) verheiratet. Nachdem sein Bruder Byeongdo Ahn bei General Park Chung-hee im Zuge des Militärputsches von 1961 in Ungnade gefallen war, wurde auch Byeongso Ahn als Teil der Familie mehr und mehr isoliert. Sein Plan, das Land zu verlassen, scheiterte.